# 華多利集團
華多利集團有限公司，簡稱華多利集團（英語：Victory Group Limited，港交所：1139），在1988年，由陳進財（董事長）於香港（總部）創立「華多利汽車有限公司」。
該公司業務在本港和國內經營汽車及相關產品的營銷和分銷、 LED顯示屏和LED燈的安裝服務、房地產、太陽能發電和財務。
該股份在1998年2月16日於港交所主板上市。其後在2006年9月27日停牌，原因根據2006年中期報告，受到資金問題影響。經過多方面重組，它在2012年6月11日復牌買賣。

## 連結
- victoryg.com （页面存档备份，存于）